# Pigeon à calotte français
Le pigeon à calotte français est une race de pigeon domestique originaire de France. Il est classé dans la catégorie des pigeons de vol.

## Histoire
Ce pigeon a été sélectionné dans le Nord de la France à partir de différentes races polonaises,.

## Description
Le pigeon à calotte français est un pigeon élégant de taille moyenne au dos bien incliné avec une calotte de couleur sur la tête (jusqu'en dessous des yeux, à partir de la commissure du bec), de la même couleur que la queue. Il peut avoir ou non une coquille de plumes qui est blanche et basse à l'arrière de la tête, avec des rosettes. Son bec est court. Il présente une large poitrine proéminente. Ses pattes sont toujours emplumées de pantoufles (chausses ou plumes) de 5 cm. 
Les couleurs du pigeon sont les suivantes : bleu, argenté, rouge, dun, jaune, noir. Le plumage du corps est toujours blanc.